# Rejon dzierżyński (Nowosybirsk)
Rejon dzierżyński w Nowosybirsku (ros. Дзержи́нский райо́н) – jeden z rejonów rosyjskiego miasta Nowosybirsk. Nazwany na cześć Feliksa Dzierżyńskiego.

## Charakterystyka
Położony na prawym brzegu rzeki Ob, o łącznej powierzchni 41,3 km kwadratowych, według danych na 2010 roku zamieszkuje go 166 318, podczas gdy kilka lat wcześniej ich liczba wynosiła 157 800 ludzi, co stanowiło 11% całej populacji miasta.
Początki dzielnicy sięgają 1927 roku, gdy tereny te były jednymi z bardziej oddalonych przedmieść Nowosybirska. Od 1906 roku stała tutaj fabryka, a obszar ten zamieszkiwało ok. 200 ludzi. Impuls do rozwoju dało umiejscowienie na tym obszarze w 1931 roku fabryki produkującej sprzęt górniczy. Prace nad jej budową zostały ukończone w 1933 roku, a władze miasta nazwały tę dzielnicę rejonem dzierżyńskim, na cześć Feliksa Dzierżyńskiego. Decyzja miasta z 22 sierpnia 1933 roku określiła dokładnie granice nowej dzielnicy. Jej rozwój przyniosła masowa ewakuacja sowieckiego przemysłu, jaka nastąpiła po niemieckiej agresji w 1941 roku - sprawiło to, że na tym obszarze miasta otwarto 11 nowych fabryk. Wojna odcisnęła bolesne piętno na jego populacji: z 22 424, którzy wyruszyli na front, wróciło tylko 6213. Po wojnie w dalszym ciągu rozwijał się przemysł oraz infrastruktura.
W rejonie znajduje się 240 ulic, m.in. Prospekt Dzierżyńskiego i ulica Michaiła Frunzego. Znajdują się tu m.in. dwa parki, dom kultury oraz kino. Większość zabudowy pochodzi z czasów rządów Nikity Chruszczowa. Długość rejonu od północy do południa wynosi 5 km, a od zachodu na wschód 5,5 km.

## Transport
Mieszkańcy rejon dzierżyńskiego mają dostęp do m.in. komunikacji autobusowe oraz tramwajowej. Na obszarze rejonu znajdują także dwie stacje Nowosybirskiego Metra:
- Bieriezowaja Roszcza
- Stacja Zołotaja